# Papyrus 71
Papyrus 71 (Nummering volgens Gregory-Aland), of {\displaystyle {\mathfrak {P}}}71, is een oud handschrift van het Nieuwe Testament in het Grieks op papyrus. Het bevat de tekst van Matteüs 19:10-11; 19:17-18.
Op grond van het schrifttype wordt het gedateerd in de 4e eeuw. Het handschrift wordt bewaard in het Ashmolean Museum (P. Oxy. 2385) in Oxford.

## Tekst
De Griekse tekst van deze codex is een vertegenwoordiger van de Alexandrijnse tekst. Aland plaatst het in Categorie II.